# Federazione calcistica della Giordania
La Federazione calcistica giordana (in arabo الاتحاد الاماراتي لكرة القدم, in inglese Jordan Football Association, acronimo JFA) è l'organo che governa il calcio nella Giordania. Pone sotto la propria egida il campionato, la Coppa di Giordania, la Coppa della Federazione, la Supercoppa di Giordania e la nazionale giordana.
Fondata nel 1949, è affiliata all'AFC e alla FIFA. L'attuale presidente è il principe Ali Bin Al-Hussein. 